# 上代様

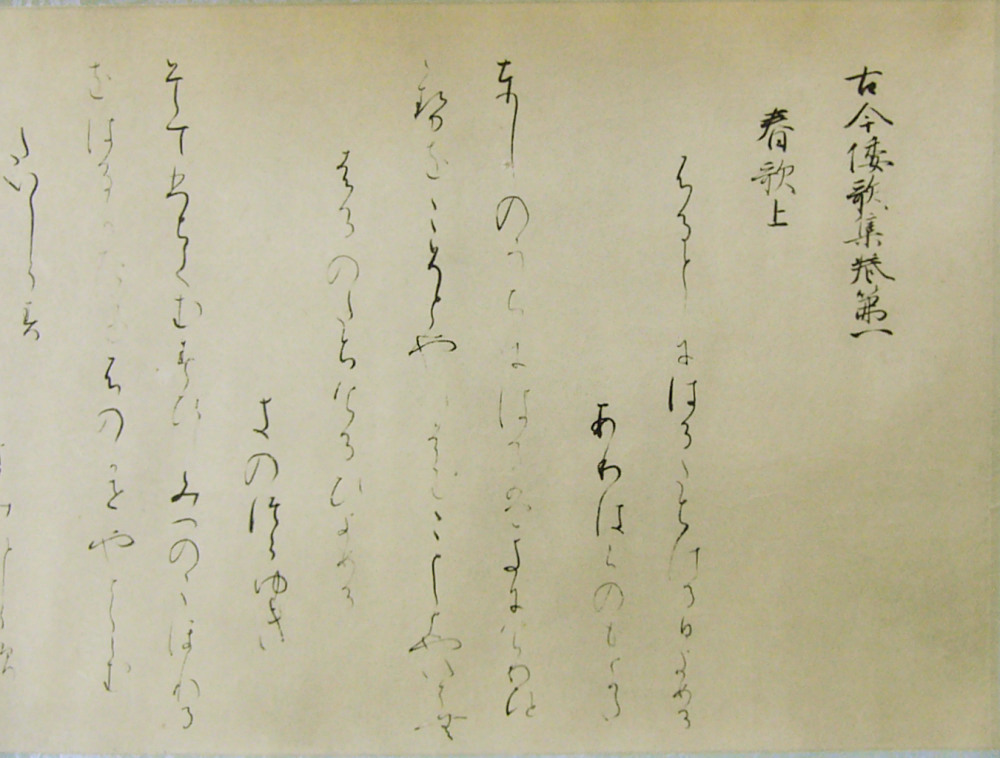
『高野切第一種』（部分）

上代様（じょうだいよう）とは、平安時代の三跡の書や古筆などの和様書と仮名書の総称である。平安時代中期の古筆（仮名書）だけを指す場合もある。

## 背景
平安時代中期、三跡によって漢字が和様化され、同時期に仮名も誕生した。この時期を和様書と仮名書の完成期と呼ぶ。鎌倉時代以降、世尊寺流を中心に数多くの書流が形成されるが、その書流化により和様が形式化されていく。このように形式化された和様と完成期の和様を区別するため、後者を特に上代様と呼び、和様の古典として後に復古を叫ぶ能書が現われる。

## 三跡
平安時代中期の小野道風・藤原佐理・藤原行成の3人は三跡と称され、貫禄のある艶麗な道風の書風に、日本的な感覚と鋭敏さを加えた佐理の書風を、行成が両者の長所をうまく生かし、かつ均整のとれた温和な書風として、漢字の和様化を完成させた。行成を初代とする世尊寺家の書風は後に世尊寺流と称され、日本の書流の始まりとなる。

## 古筆
平安時代から鎌倉時代に書かれた仮名書の名筆を特に古筆という。古筆はもともと巻物や帖であったが、それを切断して収蔵するようになり、それぞれを古筆切（こひつぎれ）と呼ぶようになった。

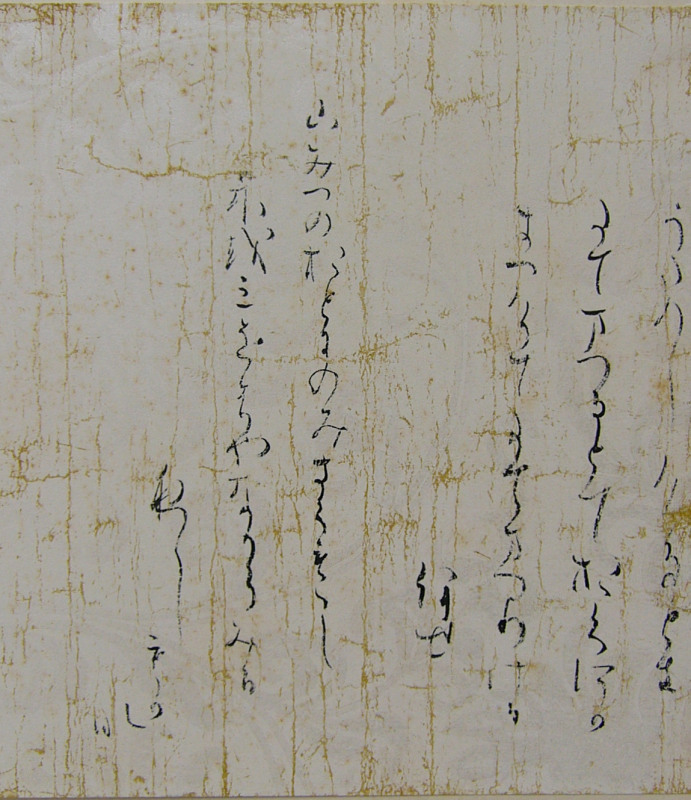
『本阿弥切』（部分）

上代様といわれる完成期の主な古筆
- 継色紙
- 高野切（第一種・第二種・第三種）
- 大字和漢朗詠集
- 桂本万葉集
- 関戸本朗詠集
- 粘葉本和漢朗詠集
- 寸松庵色紙
- 升色紙
- 本阿弥切
- 関戸本古今集
- 針切

## 復古
各時代に上代様を復古させる能書が現われた。
- 鎌倉時代後半から南北朝にかけての天皇家では、持明院統・大覚寺統の両統から後深草天皇・伏見天皇・後宇多天皇などの能書が輩出され、上代様の美に帰ろうとする格調高い和様が続き、後世、宸翰様と呼ばれている。
- 江戸時代中期、近衛家熙が上代様の復古に努め、低俗化しつつあった和様に清風を注いだ。
- 明治時代中期、伝来の文化遺産の復古が叫ばれ、多田親愛・大口周魚を中心に上代様の復古が盛行した。